# Oxögat (Undersåkers socken, Jämtland)
Oxögat är en sjö i Åre kommun i Jämtland och ingår i Indalsälvens huvudavrinningsområde. Sjön har en area på 0,0615 kvadratkilometer och ligger 654,2 meter över havet.

## Delavrinningsområde
Oxögat ingår i det delavrinningsområde (701761-138045) som SMHI kallar för Utloppet av Stor-Korsjötjärnen. Medelhöjden är 618 meter över havet och ytan är 2,88 kvadratkilometer. Det finns inga avrinningsområden uppströms utan avrinningsområdet är högsta punkten. Vattendraget som avvattnar avrinningsområdet har biflödesordning 3, vilket innebär att vattnet flödar genom totalt 3 vattendrag innan det når havet efter 307 kilometer. Avrinningsområdet består mestadels av skog (91 procent). Avrinningsområdet har 0,2 kvadratkilometer vattenytor vilket ger det en sjöprocent på 6,9 procent.